# Obyvatelstvo Belgie

Demografický vývoj Belgie, 1949-2013

Počet obyvatel Belgie v roce 2015 činil 11 239 755 lidí.

## Etnické skupiny
V zemi je vlámská většina obyvatelstva - asi 6 000 000 lidí mluvících nizozemsky. Valoni mluvící francouzsky tvoří menšinu čítající více než 3 miliony lidí. Poblíž německých hranic žije menšina o velikosti 73 000 lidí, kteří mluví německy. David Levinson nicméně poznamenává, že vlámská a valonská skupina je experty popisovaná jako komunity spíš než jako etnické skupiny, a jednotlivci se mohou snadno přesunout z jedné komunity do druhé tím, že se naučí jejich jazyk.
Nizozemsky mluví přibližně 60 % obyvatel, francouzsky 40 % a německy necelé 1 %. Toto jsou také tři oficiální jazyky země.
Nejpočetnější skupinou obyvatel zahraničního původu jsou Italové (451 825), Maročané (412 310), Francouzi (451 825), Turci (218 832) a Nizozemci (216 284) .

## Imigrace
V roce 2007 žilo v Belgii 1,38 milionu lidí cizího původu, což odpovídalo 12,9 % celkové populace. Z toho se 685 000 (6,4 %) narodilo mimo EU a 695 000 (6,5 %) se narodilo v jiné členské zemi EU.
Na začátku roku 2012 bylo odhadováno, že lidé cizího původu a jejich potomci tvoří 25 % celkové populace.
Z těchto "nových Belgičanů" má 1 200 000 (49 %) evropský původu a 1 350 000 (51 %) je ze zemí mimo západní svět.
Po uvolnění belgického zákona o národnosti získalo více než 1,3 milionu migrantů belgické občanství a považují se nyní za "nové Belgičany". 89,2 % obyvatel tureckého původu bylo naturalizováno, stejně jako 88,4 % lidí marockého původu, 75,4 % lidí italského původu a 56,2 % lidí francouzského a 47,8 % nizozemského původu.

## Náboženství
Po roce 2000 se 57 % populace hlásilo ke katolické církvi, 1,7 % lidí byli protestanti 0,3 % pravoslavní křesťané. Druhou největší náboženskou skupinou jsou muslimové, kterých je v populaci 6 % (3,9 % ve Flandrech, 4 % ve Valonsku, celých 25,5 % v Bruselu), nebo dokonce až 8,1 % v roce 2011 (vzhledem k počtu imigrantů z muslimských zemí).
Podle průzkumu Ipsos MORI z roku 2011 se 49 % populace hlásilo ke křesťanství, 6 % k Islámu, 4 % k dále nespecifikovaným jiným náboženství, 2 % vyznávala buddhismus, 31 % lidí bylo bez vyznání, zatímco 8 % lidí na otázku neodpovědělo.

## Demografická statistika
| Rok  | Populace k 1. lednu | Narození | Úmrtí   | Přirozená změna | Migrační saldo | Změna   | Populace k 31. prosinci | Zvětšení populace |
| ---- | ------------------- | -------- | ------- | --------------- | -------------- | ------- | ----------------------- | ----------------- |
| 1988 | 9 875 716           | 118 764  | 104 551 | 14 213          | 13 580         | 24 103  | 9 927 612               | 51 896            |
| 1989 | 9 927 612           | 120 550  | 107 332 | 13 218          | 33 929         | -13 759 | 9 947 782               | 36 388            |
| 1990 | 9 947 782           | 123 554  | 104 545 | 19 009          | 30 160         | -9 976  | 9 986 975               | 39 193            |
| 1991 | 9 986 975           | 125 412  | 104 223 | 21 189          | 33 708         | -19 875 | 10 021 997              | 35 022            |
| 1992 | 10 021 997          | 124 182  | 103 741 | 20 441          | 33 056         | -7 175  | 10 068 319              | 46 322            |
| 1993 | 10 068 319          | 119 828  | 106 601 | 13 227          | 29 547         | -10 462 | 10 100 631              | 32 312            |
| 1994 | 10 100 631          | 115 361  | 103 566 | 11 795          | 29 575         | -11 427 | 10 130 574              | 29 943            |
| 1995 | 10 130 574          | 114 226  | 104 590 | 9 636           | 26 906         | -24 069 | 10 143 047              | 12 473            |
| 1996 | 10 143 047          | 115 214  | 104 140 | 11 074          | 24 848         | -8 743  | 10 170 226              | 27 179            |
| 1997 | 10 170 226          | 115 864  | 103 802 | 12 062          | 19 529         | -9 553  | 10 192 264              | 22 038            |
| 1998 | 10 192 264          | 114 276  | 104 583 | 9 693           | 21 030         | -9 235  | 10 213 752              | 21 488            |
| 1999 | 10 213 752          | 113 469  | 104 904 | 8 565           | 27 159         | -10 391 | 10 239 085              | 25 333            |
| 2000 | 10 239 085          | 114 883  | 104 903 | 9 980           | 25 129         | -10 780 | 10 263 414              | 24 329            |
| 2001 | 10 263 414          | 114 172  | 103 447 | 10 725          | 35 363         | 223     | 10 309 725              | 46 311            |
| 2002 | 10 309 725          | 111 225  | 105 642 | 5 583           | 41 306         | -770    | 10 355 844              | 46 119            |
| 2003 | 10 355 844          | 112 149  | 107 039 | 5 110           | 40 016         | -4 549  | 10 396 421              | 40 577            |
| 2004 | 10 396 421          | 115 618  | 101 946 | 13 672          | 43 332         | -7 573  | 10 445 852              | 49 431            |
| 2005 | 10 445 852          | 118 002  | 103 278 | 14 724          | 46 645         | 4 161   | 10 511 382              | 57 208            |
| 2006 | 10 511 382          | 121 382  | 101 587 | 19 795          | 50 772         | -1 236  | 10 584 534              | 69 331            |
| 2007 | 10 584 534          | 120 663  | 100 658 | 20 005          | 55 357         | 6 970   | 10 666 866              | 82 332            |
| 2008 | 10 666 866          | 128 049  | 104 587 | 23 462          | 63 877         | -1 125  | 10 753 080              | 86 214            |
| 2009 | 10 753 080          | 127 297  | 104 509 | 22 788          | 62 761         | 1 276   | 10 839 905              | 86 825            |

Zdroje: 